# Aerodynamischer Park
Der Aerodynamische Park liegt im Nordwesten des Universitätsquartiers der Humboldt-Universität auf dem Campus im Berliner Ortsteil Adlershof. Seinen Namen erhielt der Park (Landschaftsgestaltung durch das Büro Thomanek und Duquesnoy) durch drei eigentümliche Architekturen: Der Trudelturm, der Schallgedämpfte Motorenprüfstand und der Große Windkanal. Die Baudenkmale wurden im Laufe der 1920er und 1930er Jahre als Bestandteile der damals am Flugplatz Johannisthal angesiedelten Deutschen Versuchsanstalt für Luftfahrt (DVL) errichtet. Die Industriedenkmale erinnern an den ersten deutschen unternehmerisch geführten Flughafen, der von 1909 bis 1952 als Flugplatz in Betrieb war, sowie die genannte Versuchsanstalt, die sich 1912 dort etablierte.

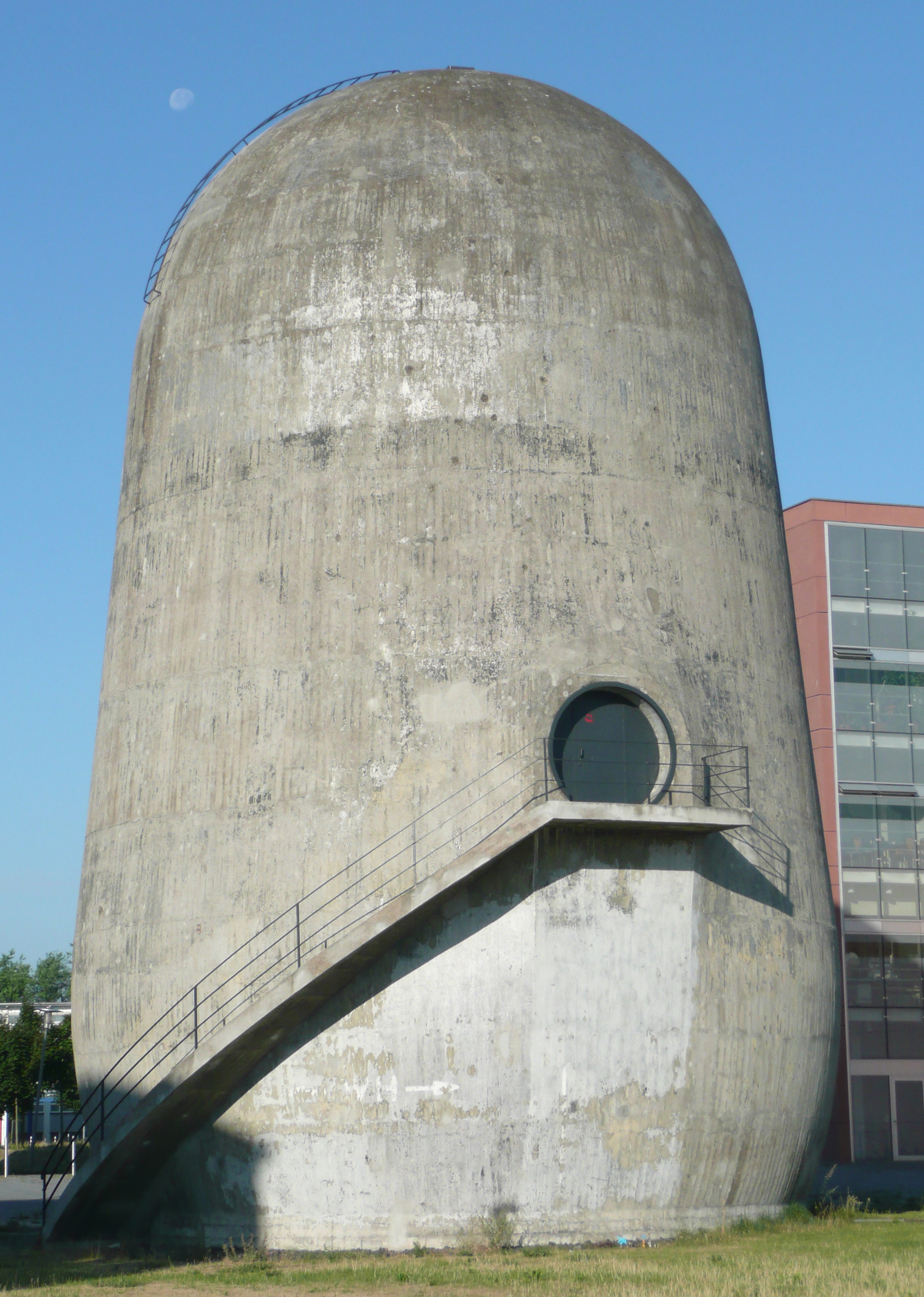
Der Trudelturm

Trudelturm und schallgedämpfter Motorenprüfstand stehen in zentralen Positionen auf dem Platz, der Große Windkanal grenzt ihn nach Südosten ab. Im Südwesten hinter dem Gefahrstofflager steht der Motorenhöhenprüfstand. Für den Park wurde 2006 die permanente Klanginstallation AIR BORNE geschaffen (ein Projekt des Künstlers Stefan Krüskemper unter Mitwirkung des Komponisten Karlheinz Essl), die sich auf die Geschichte des Aerodynamischen Parks bezieht und dazu Geräusche aus dem Deutschen Rundfunkarchiv in Potsdam-Babelsberg (vorher: Berlin-Adlershof) als Ausgangsmaterialien nutzt.
Die räumlich-architektonische Fassung des Platzes wurde in den letzten Jahren durch eine Reihe von Neubauten mit universitärer Nutzung hergestellt. Im Westen grenzt nördlich an das Gefahrstofflager (Architekt: Benedict Tonon) das Institut für Chemie an, die nördliche Platzkante wird durch das Hörsaalgebäude (Architekten: Volker Staab mit Alfred Nieuwenhuizen) und östlich jenseits der Newtonstraße durch das Institut für Physik (Architekten: Georg Augustin und Ute Frank) gebildet.
Die nahe gelegenen, ebenso markanten und denkmalgeschützten Isothermischen Kugellabore ähneln zwar wegen ihrer Bauweise – sie sind wie der Windkanal aus Beton in Schalenbauweise errichtet worden – in gewisser Weise den Gebäuden des Parks, sie sind aber später erbaut worden und kein Teil davon.

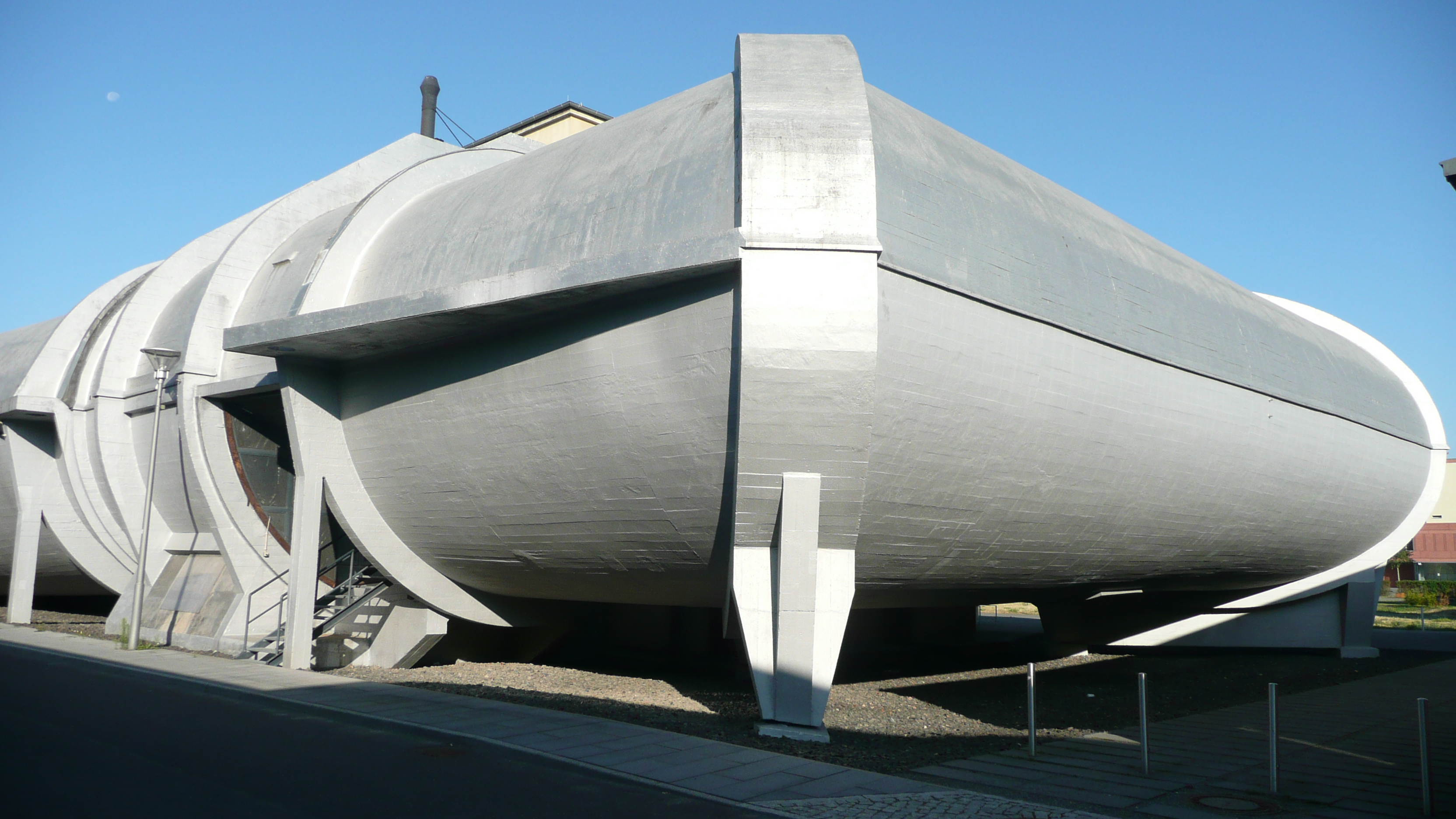
Großer Windkanal
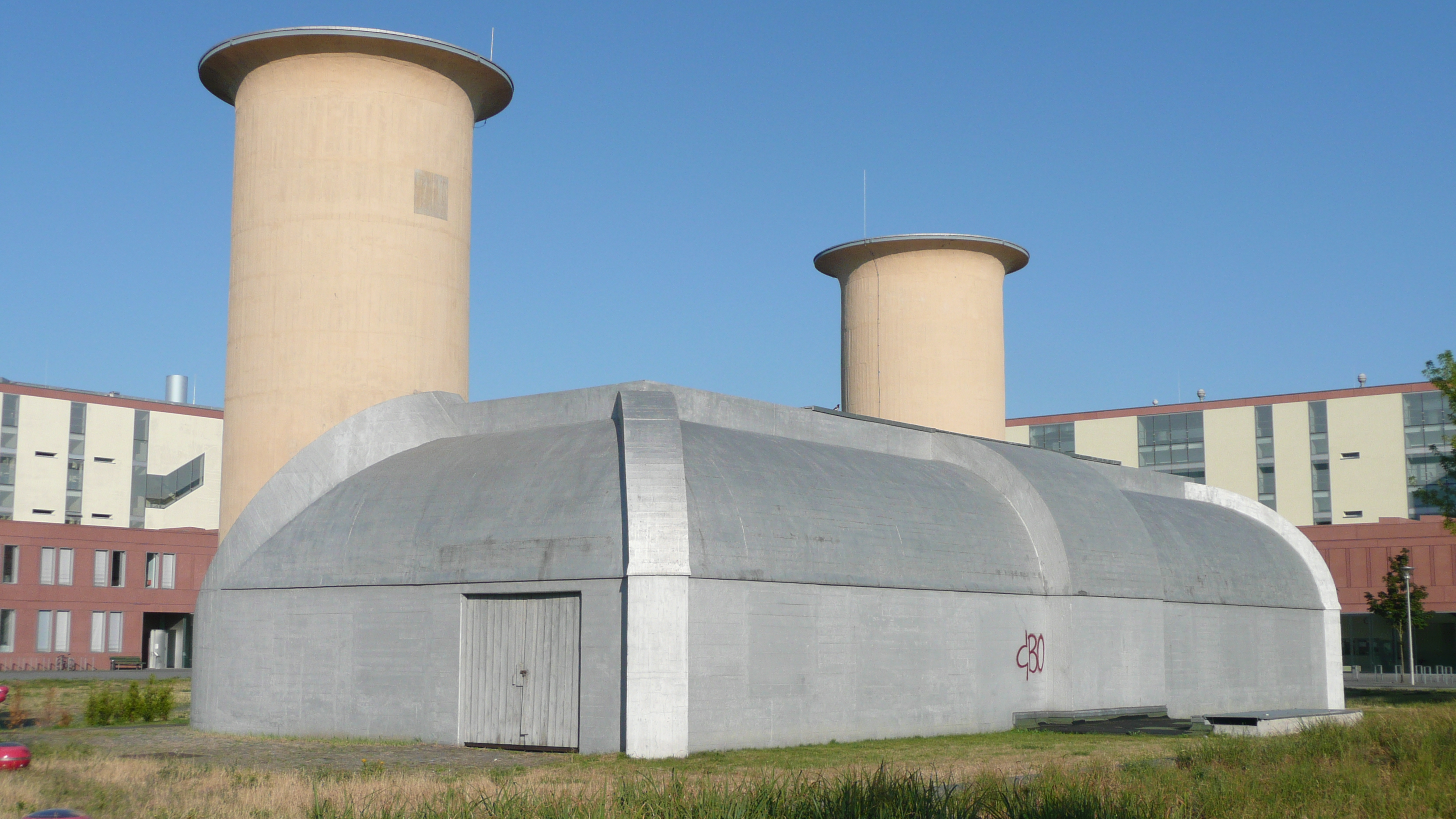
Schallgedämpfter Motorenprüfstand
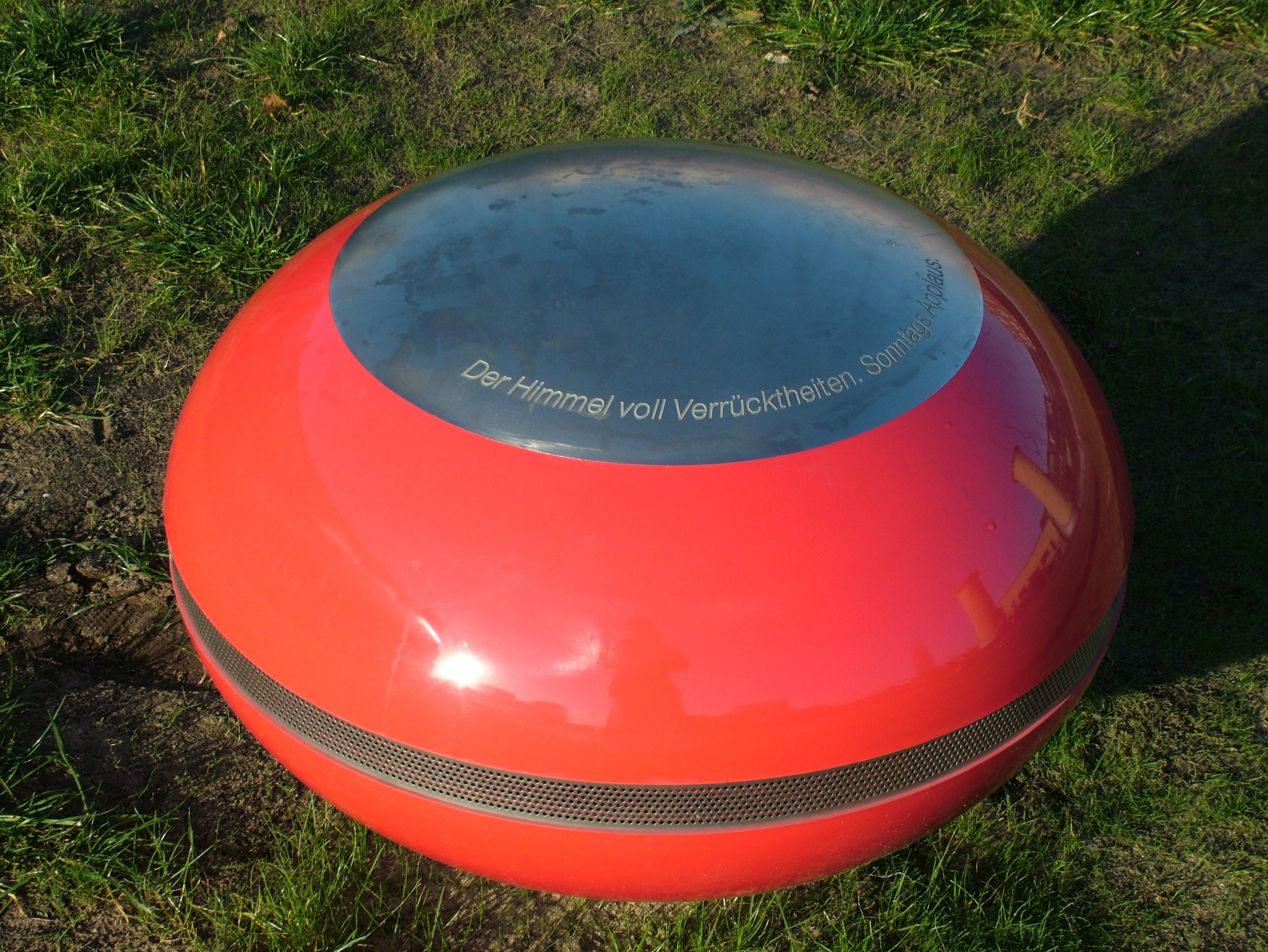
Objekt des AIR BORNE